# Essonne
L'Essonne (AFI: [esɔn, ɛ-]) è un dipartimento francese della regione dell'Île-de-France. Prende il nome dal fiume omonimo.
Il territorio del dipartimento confina con i dipartimenti degli Hauts-de-Seine e della Valle della Marna (Val-de-Marne) a nord, di Senna e Marna (Seine-et-Marne) a est, del Loiret a sud, dell'Eure-et-Loir e degli Yvelines a ovest. È amministrato dal Consiglio dipartimentale dell'Essonne.
Le principali città, oltre al capoluogo Évry, sono Étampes e Palaiseau
Il dipartimento è stato creato il 1º gennaio 1968, grazie all'applicazione della legge del 10 luglio 1964 che prevedeva la suddivisione dell'antico dipartimento di Seine-et-Oise.
La parte settentrionale del dipartimento rientra nella zona metropolitana della regione parigina e, quindi, risulta altamente popolata e urbanizzata. Nella parte meridionale, invece, prevale un'economia agricola.